# Амбер Інгліш
Амбер Інгліш (англ. Amber English, нар. 25 жовтня 1989) — американський стрілець, олімпійська чемпіонка 2020 року.

## Виступи на Олімпіадах
| Олімпіада  | Дисципліна | Місце |
| ---------- | ---------- | ----- |
| Токіо 2020 | скит       | 1     |

## Зовнішні посилання
- Амбер Інгліш [Архівовано 26 липня 2021 у Wayback Machine.] на сайті ISSF

1. 1 2  https://www.teamusa.org/Athletes/EN/Amber-English